# Казаново (Забайкальский край)
Каза́ново — село в центральной части Шилкинского района Забайкальского края России. Административный центр сельского поселения «Казановское».
Население — 1815 чел. (2024г.).

## География
Расположено на левом берегу реки Шилки в 15 км юго-западнее районного центра — города Шилка. До Читы, по железной дороге, — 234 км. В состав сельского поселения «Казановское» входит также село Онон, находящееся к юго-юго-западу в 10 км от административного центра поселения на левом берегу реки Ингоды.

## История
Основано до 1711 года вблизи села Городищенского, московским дворянином Яковом Ивановичем Казановым, который по поручению Нерчинского коменданта Озёрова, искал в районе реки Онон ревень.
По другим данным основано это село не позднее 1719 года " вблизи села Городищенского московского списка, дворянином Яковом Ивановичем, сыном Казана"(в. Балабанов. "В дебрях названий", Иркутск 1977г.)
Краевед Е.Д. Петряев в книге "Исследователи и литераторы старого Забайкалья" (Чита, 1954г.) пишет о том, что нерчинский комендант Озеров в своём наказе московскому дворянину Якову Казанову писал: "Ехать тебе из Нерчинска на Онон-реку к Тимофею Попову и расспросить его, где корень ревень родится". Яков Казанов представил 21 сентября 1715 года в приказную палату три корня ревня весом два с четвертью фунта. Яков занимался сбором корня, присмотрел угожее место и основал село, которое в его честь было названо "Казаново".
В 1893 году в сёлах Казаново и Челбохте( на правом берегу реки Шилка) числилось 97 дворов с населением 533 человека. В документах сельскохозяйственной переписи, проводимой в 1916 году, населённый пункт Челбохта уже отсутствует.
Наличие удобных сельскохозяйственных угодий вблизи Казанова, их большие площади, способствовали довольно быстрому росту села. В 1916 году в нём имелось 109 дворов с населением 695 человек, посевная площадь составляла 570 десятин, числилось 573 лошади, 1027 голов крупного рогатого скота. В 1923 году было уже 164 двора с населением 967 человек. Население занималось земледелием, скотоводством, пчеловодством. В 1930-х годах слилось с селом Городищенским. В 1935 году образована МТС, в 1936 году открыто почтовое отделение, в 1939 году средняя школа.
Известно также, что с 20-х по 50-е годы XX века  в сельской амбулатории  работал фельдшер - Казанов Андрей Руфович, у которого было четверо детей (Геннадий, Нина, Евстолия и Василий). Фельдшер с супругой Екатериной Дмитриевной (в девичестве Номоконова) и детьми проживал в доме рядом с амбулаторией. С ними также проживал его отец Руф Иванович. В памяти старожилов села  до сих пор остался запечатлён образ деда Руфа - голубоглазого старика с облачно-белыми волосами, завивающимися крупными кудрямми.
Расцвет села пришелся на 60-80-е годы XX века. Здесь располагались центральная усадьба крупного колхоза "Красная Звезда", объединение «Сельхозтехника», хлебоприемное предприятие, железнодорожная станция, небольшой кирпичный завод,  дорожно-эксплуатационный участок (1960 г.), шлакоблочный завод (1965 г.), участок управления «Сельхозхимии», нефтебаза, межколхозная строительная организация (МСО). Население села насчитывало более 3 тыс.человек. Но девяностые годы внесли свои коррективы, и от былого производственного потенциала мало что осталось.
В селе на 2022 год имеется хлебопекарня и кондитерский цех, база Асфальтобетонного завода, законсервированная нефтебаза, располагается организация "ТАИР" по восстановлению мостов. Также  функционирует средняя школа, детский сад, Дом культуры (с 1976 года), сельская библиотека, сельская врачебная амбулатория‚ отделение почтовой связи. В 2015 году открыт сельский спортивный клуб "Атлет". Кроме того, на протяжении долгого времени работают кружки для развития детей, например, туристический, хореографический, шахматный,  театральный и многие другие. Также в селе есть народный ансамбль танца "Молодость" под руководством замечательного, бессменного специалиста Веры Юрьевны Городовой. Ансамблю в 2020 году исполнилось 40 лет.
В 2019 году село Казаново отметило свое 300-летие. В праздничный день двум землякам присвоили звание почётного жителя села. Отметили и семьи, на которых держится село. В рамках празднования 300-летия села Казаново, сельская библиотека выпустила буклеты "Село моё" по истории нашей малой Родины.
В 2020 году в селе открыта мемориальная памятная доска В.И.Баданину, А.Е.Корчагину, и Б.-Д.Михайлову. 
В Ильин день состоялось освещение креста на сопке "Девятая пятница". Освещение провёл настоятель храма Петра и Павла Александр Тылькевич.
В 2021 году 31 июля состоялось открытие мемориала "Воинам-интернационалистам", воинам военно-морского флота и воинам ВДВ".
В 2024 году состоялось открытие новой Сельской Врачебной Амбулатории, с новейшим медицинским оборудованием.

## Население
| 2010 | 2021  |
| ---- | ----- |
| 2146 | ↘1815 |

 В 1916 году население составляло 695 человек. В 1923 году было уже 967 человек. В 60-80-е годы XX века население насчитывало более 3 тыс.человек. В 1989 г. население составляло 2752 чел., в 2002 г. – 2382 чел., в 2010 г. - 2146 чел., в 2016 г. - 2225 чел., в 2022 году население составляет 2046 человек.В 2024 году - 1988 человек.

## Памятники
В Казаново находятся два памятника борцам революции, павшим за власть Советов в Забайкалье, братская могила борцов за власть Советов, памятник в честь воинов-односельчан погибших в Великой Отечественной войне.
12 апреля 2016 г. в СМИ появилась информация о том, что в селе Казаново Шилкинского района разрушен памятник солдату Великой Отечественной войны. Как оказалось, памятник, сооруженный еще в 70-е годы прошлого века, пришел в негодность уже давно и на его месте уже стоит новый, а часть монументального сооружения администрация не может вывезти с территории из-за отсутствия тяжелой техники. Об этом корреспонденту «Забмедиа» рассказала замруководителя сельской администрации Любовь Аршинская. Часть памятника – голова – осталась, но у нас нет техники, которая позволила бы убрать  ее с территории. В итоге оставшуюся часть памятника солдату Великой Отечественной войны, группа активистов забрала и установила в соседнем селе Богомягково.

## Происшествия
В селе Казаново Забайкальского края 13 апреля 2015 года природный пожар уничтожил 19 жилых домов (по данным пресс-службу регионального ГУ МЧС). Возгорание произошло в 15:40 по местному времени (10:40 мск), по предварительной версии, из-за перехода низового пожара на жилые дома. "К тушению пожара от МЧС России привлекались 15 человек и пять единиц техники, а также пожарный поезд", - уточнили в региональном главке МЧС. В пресс-службе Рослесхоза сообщили, что лесопожарная обстановка в пяти населенных пунктах Забайкальского края резко обострилась из-за шквалистого ветра. Сила ветра составляет более 25 м/c.
Однако глава села - Виктор Комогорцев причиной пожара  считает поджог неустановленным лицом. По его словам, огонь пришел с северной стороны, а сильный ветер усугубил ситуацию. "Не надо путать силосную яму с пожаром, он возник в 10-15 метрах от нее. Это был поджог, больше ничего добавить не могу. Когда я приехал, горел участок где-то в 2 кв. м всего. На дома перекинулся огонь сильным порывом ветра, минерализованная полоса, пропаханная и обожженная, остановить не смогла. Пожарные приехали вовремя, дома еще не горели. Даже с автоцистерной не смогли остановить распространение. Горело странным образом, такого я не видел еще в жизни", — уверяет глава Казаново. — "У нас бы могла сгореть станция и все оборудование, но пожарный поезд пришел вовремя. На смену шилкинскому пожарному поезду позже пришел карымский. Надо отдать должное пожарным, что сработали оперативно. Шпалы горели, перекинулся пожар даже на ту сторону. Мы там организовали посты, которые пресекали огонь, без них последствия были бы страшнее. Местные жители дружно отработали, но были и те, кто фотографировали, улыбались, смотря, как все горит". 12 апреля, вспоминает глава, за протокой загорелся лес, были выставлены посты вдоль реки, тушить было невозможно, и ветер был страшный. До этого не один день за рекой бушевал огонь, пришедший из Чирона. Уже тогда казановцы били тревогу, опасаясь за свое село, о чем писала и «районка». Комогорцев замечает, что горит там не первый год и нужно оценить действия лесной службы, которая не дала выпилить сухой лес для населения, не провела санитарной рубки. До 13-го апреля горела и станция Онон, и к самому Казаново огонь подходил и с восточной, и с западной, и с северной стороны села. Пожара изнутри поселения здесь не ожидали. — "Крайнего надо найти, завели уголовное дело. Показания с меня брали. А чтобы искали, кто поджог, такого не было. Это не от природы загорелось, не от солнечного воздействия, это от действий человека", — убежден Виктор Комогорцев.
По информации Единого социально-расчетного центра, финансовая помощь в размере 100 тысяч рублей оказана 49 гражданам, 50 тысяч получили 20 человек, по 10 тысяч рублей — 88 человек.
Пострадавшие:
- многодетная семья Козыревых;